# Іскринська вулиця
Іскринська вулиця — вулиця в Салтівському районі Харкова.

## Розташування
Починається вулиця біля проспекту Героїв Харкова, а закінчується перетином з Артільною вулицею в приватному секторі. Дорога і тротуари асфальтовані. Вулиця по мосту перетинає річку Немишля.

## Історія
До першої половини XVIII століття в'їзд до Харкова було розташовано на Московській дорозі (зараз проспект Героїв Харкова) в районі нинішнього Майдану Героїв Небесної сотні. Далі, на сході, перебувала Немишлянська слобода. За містом, з лівого боку від дороги був вітряк і пивоварний завод купця Прокопа Яковича Іскри. Після забудови цієї території утворилася вулиця отримала назву Іскринська.
1838 року за участю міського архітектора професора А. А. Тона був розроблений  «План губернського міста Харкова з його околицями» , згідно з яким межі міста розширювалися і на сході доходили до Іскринської вулиці. Таким чином до середини XIX століття а вулиця була в межах міста.
1932 року у збройові майстерні, що розташовані на Іскринській, були об'єднані в завод «Зброяр». Завод випускав широкий асортимент продукції і в тому ж році освоїв випуск електродвигунів малої потужності. 1938 року «Зброяр» був перейменований в Харківський електротехнічний завод (ХЕЛЗ).

## Будинки й споруди
- Будинок № 28 — Спеціалізована школа І ступеня № 33 (1930-ті)[5].
- Будинок № 28-А — Пам'ятка архітектури Харкова, охорон. № 576. Колишній особняк початку XX століття, архітектор невідомий.
- Будинок № 31 — Пам'ятка архітектури Харкова, охорон. № 577, кінець XIX століття. Житловий будинок, який спроектував для себе архітектор І. І. Загоскін.
- № 37 — Електротехнічний завод «Укрелектромаш» — найбільший український виробник асинхронних електродвигунів і побутових електронасосів.
- ЖК Іскринський, який був введений в експлуатацію 2016 року.